# Kilstritar
Kilstritar (Cixiidae) är en familj i insektsordningen halvvingar som hör till underordningen stritar. Familjen innehåller över 2000 arter i omkring 150 olika släkten. 
Kännetecknande för familjen är att de flesta arter är relativt små, under 10 millimeter i kroppslängd. Många påminner till utseendet om flugor, med breda klara vingar och stora fasettögon. Som imago är de växtätare och lever på olika slags örter. Vissa arter är specialiserade på en enda växtart, medan andra kan leva på flera olika växtarter. Larverna lever oftast i marken och äter rötter.